# IC 1481
IC 1481 је спирална галаксија у сазвјежђу Рибе која се налази на листи објеката дубоког неба у Индекс каталогу.
Деклинација објекта је + 5° 54' 21" а ректасцензија 23h 19m 25,0s. Привидна величина (магнитуда) објекта IC 1481 износи 13,6 а фотографска магнитуда 14,5. IC 1481 је још познат и под ознакама UGC 12505, CGCG 406-64, IRAS 23168+0537, PGC 71070.